# توافقنامه لاهه درباره ضمانت بین‌المللی طرح‌های صنعتی
توافقنامهٔ لاهه دربارهٔ ضمانت بین‌المللی طرح‌های صنعتی (به انگلیسی: Hague Agreement Concerning the International Deposit of Industrial Designs)، که به سیستم لاهه (Hague System) نیز معروف است، راهکاری قانونی برای ثبت طرح صنعتی در چندین کشور به واسطهٔ درخواستی واحد، ثبت شده به یک زبان و با یک هزینهٔ معین ارائه می‌دهد. این سیستم توسط سازمان جهانی مالکیت فکری (WIPO) اداره می‌شود.

## ابزار
موافقتنامه لاهه از چندین معاهدهٔ جداگانه تشکیل شده‌است، مهمترین آنها عبارتند از: توافقتنامهٔ لاهه در ۱۹۲۵ میلادی، قانون لندن در ۲ ژوئن ۱۹۳۴ میلادی، قانون لاهه در ۲۸ نوامبر ۱۹۶۰ میلادی (اصلاح شده توسط قانون استکهلم)، و قانون ژنو در ۲ ژوئیه ۱۹۹۹ میلادی.
نسخهٔ اصلی توافقتنامه (نسخهٔ ۱۹۲۵ لاهه) دیگر به کار بسته نمی‌شود، زیرا تمامی کشورهای عضو، اسناد اصلاحی بعدی را امضا کردند. قانون ۱۹۳۴ میلادی لندن رسماً میان یکی از کشورهای عضو قانون لندن که تا اکتبر ۲۰۱۶ میلادی به قانون لاهه و/یا ژنو در ارتباط با سایر کشورهای عضو قانون لندن امضا نکرده بودند، اعمال می‌شد. هر چند از ۱ ژانویه ۲۰۱۰ میلادی، اعمال این قانون لغو شده بود.
کشورها می‌توانند عضو قانون ۱۹۶۰ (لاهه) یا قانون ۱۹۹۹ (ژنو) یا هر دو شوند. اگر کشوری فقط یک قانون را امضا کند، متقاضیان آن کشور فقط می‌توانند از سیستم لاهه برای کسب حمایت از طرح‌های خود در کشورهای دیگر که در همان قانون امضا شده‌اند استفاده کنند. به عنوان مثال: از آنجایی که اتحادیه اروپا فقط قانون ۱۹۹۹ (ژنو) را امضا کرده‌ است، متقاضیانی که واجد شرایط استفاده از سیستم لاهه هستند (زیرا اقامتگاه آنها در اتحادیه اروپا است) تنها می‌توانند در کشورهایی که قانون ۱۹۹۹ میلادی را نیز امضاء کرده‌اند، حمایت شوند یا به هر دو قانون ۱۹۹۹ و ۱۹۶۰ میلادی.

## کشورهای طرف معاهده (کشورهای عضو)
کلیۀ طرف‌های معاهده یک یا چند سندِ توافقتنامۀ لاهه، عضو اتحادیه لاهه هستند. لیستی از این اعضاء در زیر نشان داده شده است:
| کد[آ] | اعضاء                            | لاهه ۱۹۲۵                    | لندن ۱۹۳۴[ب]                   | لاهه ۱۹۶۰               | استکهلم ۱۹۶۷            | ژنو ۱۹۹۹          | قلمرو ارضی |
| ----- | -------------------------------- | ---------------------------- | ------------------------------ | ----------------------- | ----------------------- | ----------------- | --- |
| OA    | سازمان مالکیت فکری آفریقا (OAPI) |                              |                                |                         |                         | ۱۶ سپتامبر ۲۰۰۸   | |
| AL    | آلبانی                           |                              |                                | ۱۹ مارس ۲۰۰۷            | ۱۹ مارس ۲۰۰۷            | ۱۹ مارس ۲۰۰۷      | |
| AM    | ارمنستان                         |                              |                                |                         |                         | ۱۳ ژوئیه ۲۰۰۷     | |
| AZ    | جمهوری آذربایجان                 |                              |                                |                         |                         | ۸ دسامبر ۲۰۱۰     | |
| BY    | بلاروس                           |                              |                                |                         |                         | ۱۹ ژوئیه ۲۰۲۱     | |
| BX    | بلژیک                            | ۲۷ جولای ۱۹۲۹- ۱ ژانویه ۱۹۷۵ | ۲۴ نوامبر ۱۹۳۹- ۱ ژانویه ۱۹۷۵  | ۱ اوت ۱۹۸۴[ث]           | ۲۸ مه ۱۹۹۷[ث]           | ۱۸ دسامبر ۲۰۱۸[ث] | قلمرو همچنین تحت پوشش EM |
| BZ    | بلیز                             |                              |                                | ۱۲ ژوئیه ۲۰۰۳           | ۱۲ ژوئیه ۲۰۰۳           | ۹ فوریه ۲۰۱۹      | |
| BJ    | بنین                             |                              | ۲ نوامبر ۱۹۸۶- ۱۸ اکتبر ۲۰۱۶   | ۲ نوامبر ۱۹۸۶           | ۲ ژانویه ۱۹۸۷           |                   | قلمرو همچنین تحت پوشش OA |
| BA    | بوسنی و هرزگوین                  |                              |                                |                         |                         | ۲۴ دسامبر ۲۰۰۸    | |
| BW    | بوتسوانا                         |                              |                                |                         |                         | ۵ دسامبر ۲۰۰۶     | |
| BN    | برونئی                           |                              |                                |                         |                         | ۲۴ دسامبر ۲۰۱۳    | |
| CA    | کانادا                           |                              |                                |                         |                         | ۵ نوامبر ۲۰۱۸     | |
| KH    | کامبوج                           |                              |                                |                         |                         | ۲۵ فوریه ۲۰۱۷     | |
| CI    | ساحل عاج                         |                              | ۳۰ مه ۱۹۹۳- ۱۸ اکتبر ۲۰۱۶      | ۳۰ مه ۱۹۹۳              | ۳۰ مه ۱۹۹۳              |                   | قلمرو همچنین تحت پوشش OA |
| HR    | کرواسی                           |                              |                                | ۱۲ فوریه ۲۰۰۴           | ۱۲ فوریه ۲۰۰۴           | ۱۲ آوریل ۲۰۰۴     | قلمرو همچنین تحت پوشش EM |
| DK    | دانمارک                          |                              |                                |                         |                         | ۹ دسامبر ۲۰۰۸     | قلمرو همچنین تحت پوشش EM · شامل: گرینلند (۲۰۱۱) · جزایر فارو (۲۰۱۶) |
| --    | آلمان شرقی                       |                              | ۱۹۴۹- ۳ اکتبر ۱۹۹۰             | ۷ مه ۱۹۸۹- ۳ اکتبر ۱۹۹۰ | ۷ مه ۱۹۸۹- ۳ اکتبر ۱۹۹۰ |                   | |
| EG    | مصر                              |                              | ۱ ژوئیه ۱۹۵۲- ۱۸ اکتبر ۲۰۱۶    |                         |                         | ۲۷ اوت ۲۰۰۴       | |
| EE    | استونی                           |                              |                                |                         |                         | ۲۳ دسامبر ۲۰۱۲    | قلمرو همچنین تحت پوشش EM |
| EM    | اتحادیه اروپا                    |                              |                                |                         |                         | ۱ ژانویه ۲۰۰۸     | |
| FI    | فنلاند                           |                              |                                |                         |                         | ۱ مه ۲۰۱۱         | قلمرو همچنین تحت پوشش EM |
| FR    | فرانسه                           | ۲۰ اکتبر ۱۹۳۰                | ۲۵ ژوئن ۱۹۳۹- ۱۸ اکتبر ۲۰۱۶    | ۱ اوت ۱۹۸۴              | ۲۷ سپتامبر ۱۹۷۵         | ۱۸ مارس ۲۰۰۷      | قلمرو همچنین تحت پوشش EM شامل تمام مناطق |
| GA    | گابن                             |                              |                                | ۱۸ اوت ۲۰۰۳             | ۱۸ اوت ۲۰۰۳             |                   | قلمرو همچنین تحت پوشش OA |
| DE    | آلمان                            | ۱ ژوئن ۱۹۲۸                  | ۱۳ ژوئن ۱۹۳۹- ۱۸ اکتبر ۲۰۱۶    | ۱ اوت ۱۹۸۴              | ۲۷ سپتامبر ۱۹۷۵         | ۱۳ فوریه ۲۰۱۰     | قلمرو همچنین تحت پوشش EM قانون استکهلم و لاهه شامل: برلین |
| GE    | گرجستان                          |                              |                                | ۱ اوت ۲۰۰۳              | ۱ اوت ۲۰۰۳              | ۲۳ دسامبر ۲۰۰۳    | |
| GH    | غنا                              |                              |                                |                         |                         | ۱۶ سپتامبر ۲۰۰۸   | |
| GR    | یونان                            |                              |                                | ۱۸ آوریل ۱۹۹۷           | ۱۸ آوریل ۱۹۹۷           |                   | قلمرو همچنین تحت پوشش EM |
| HU    | مجارستان                         |                              | ۷ آوریل ۱۹۸۴- ۱ فوریه ۲۰۰۵     | ۱ اوت ۱۹۸۴              | ۷ آوریل ۱۹۸۴            | ۱ مه ۲۰۰۴         | قلمرو همچنین تحت پوشش EM |
| IS    | ایسلند                           |                              |                                |                         |                         | ۲۳ دسامبر ۲۰۰۳    | |
| ID    | اندونزی                          |                              | ۲۷ دسامبر ۱۹۴۹- ۳ ژوئن ۲۰۱۰    |                         |                         |                   | |
| IL    | اسرائیل                          |                              |                                |                         |                         | ۳ ژانویه ۲۰۲۰     | |
| IT    | ایتالیا                          |                              |                                | ۱۳ ژوئن ۱۹۹۷            | ۱۳ اوت ۱۹۸۷             |                   | قلمرو همچنین تحت پوشش EM |
| JM    | جامائیکا                         |                              |                                |                         |                         | ۱۰ فوریه ۲۰۲۲     | |
| JP    | ژاپن                             |                              |                                |                         |                         | ۱۳ مه ۲۰۱۵        | |
| KG    | قرقیزستان                        |                              |                                | ۱۷ مارس ۲۰۰۳            | ۱۷ مارس ۲۰۰۳            | ۲۳ دسامبر ۲۰۰۳    | |
| LV    | لتونی                            |                              |                                |                         |                         | ۲۶ جولای ۲۰۰۵     | قلمرو همچنین تحت پوشش EM |
| LI    | لیختن‌اشتاین                      | ۱۴ جولای ۱۹۳۳                | ۲۸ ژانویه ۱۹۵۱- ۱۸ اکتبر ۲۰۱۶  | ۱ آگوست ۱۹۸۴            | ۲۷ سپتامبر ۱۹۷۵         | ۲۳ دسامبر ۲۰۰۳    | |
| LT    | لیتوانی                          |                              |                                |                         |                         | ۲۶ سپتامبر ۲۰۰۸   | قلمرو همچنین تحت پوشش EM |
| BX    | لوکزامبورگ                       |                              |                                | ۱ آگوست ۱۹۸۴[ث]         | ۲۸ مه ۱۹۷۹[ث]           | ۱۸ دسامبر ۲۰۱۸[ث] | قلمرو همچنین تحت پوشش EM |
| MK    | مقدونیه شمالی                    |                              |                                | ۱۸ مارس ۱۹۹۷            | ۱۸ مارس ۱۹۹۷            | ۲۲ مارس ۲۰۰۶      | |
| ML    | مالی                             |                              |                                | ۷ سپتامبر ۲۰۰۶          | ۷ سپتامبر ۲۰۰۶          |                   | قلمرو همچنین تحت پوشش OA |
| MX    | مکزیک                            |                              |                                |                         |                         | ۶ ژوئن ۲۰۲۰       | |
| MD    | مولدووا                          |                              |                                | ۱۴ مارس ۱۹۹۴            | ۱۴ مارس ۱۹۹۴            | ۲۳ دسامبر ۲۰۰۳    | |
| MC    | موناکو                           |                              | ۲۹ آوریل ۱۹۵۶- ۱۸ اکتبر ۲۰۱۶   | ۱ آگوست ۱۹۸۴            | ۲۷ سپتامبر ۱۹۷۵         | ۹ ژوئن ۲۰۱۱       | |
| MN    | مغولستان                         |                              |                                | ۱۲ آوریل ۱۹۹۷           | ۱۲ آوریل ۱۹۹۷           | ۱۹ ژانویه ۲۰۰۸    | |
| ME    | مونته‌نگرو                        |                              |                                | ۳ ژوئن ۲۰۰۶             | ۳ ژوئن ۲۰۰۶             | ۵ مارس ۲۰۱۲       | جانشینی از صربستان و مونته‌نگرو |
| MA    | مراکش                            | ۲۰ اکتبر ۱۹۳۰                | ۲۱ ژانویه ۱۹۴۱- ۱۸ اکتبر ۲۰۱۶  | ۱۳ اکتبر ۱۹۹۹           | ۱۲ اکتبر ۱۹۹۹           |                   | |
| NA    | نامیبیا                          |                              |                                |                         |                         | ۱۳ ژوئن ۲۰۰۴      | |
| BX    | هلند                             | ۱ ژوئن ۱۹۲۸- ۱ ژانویه ۱۹۷۵   | ۵ اوت ۱۹۴۸- ۱ ژانویه ۱۹۷۵      | ۱ آگوست ۱۹۸۴[ث]         | ۲۸ ژوئن ۱۹۷۹[ث]         | ۱۸ دسامبر ۲۰۱۸[ث] | قلمرو همچنین تحت پوشش EM قانون لندن شامل: هند شرقی هلند (-۱۹۵۰)، سورینام (-۱۹۷۵)، آنتیل هلند (-۲۰۱۰)، آروبا (۲۰۱۱-۱۹۸۶)، کوراسائو، سینت مارتن و جزایر کارائیب هلند (۲۰۱۱-۲۰۱۰) |
| NE    | نیجر                             |                              |                                | ۲۰ سپتامبر ۲۰۰۴         | ۲۰ سپتامبر ۲۰۰۴         |                   | قلمرو همچنین تحت پوشش OA |
| KP    | کره شمالی                        |                              |                                | ۲۷ مه ۱۹۹۲              | ۲۷ مه ۱۹۹۲              | ۱۳ سپتامبر ۲۰۱۶   | |
| NO    | نروژ                             |                              |                                |                         |                         | ۱۷ ژوئن ۲۰۱۰      | |
| OM    | عمان                             |                              |                                |                         |                         | ۴ مارس ۲۰۰۹       | |
| PL    | لهستان                           |                              |                                |                         |                         | ۲ جولای ۲۰۰۹      | قلمرو همچنین تحت پوشش EM |
| RU    | روسیه                            |                              |                                |                         |                         | ۲۸ فوریه ۲۰۱۸     | |
| RO    | رومانی                           |                              |                                | ۱۸ جولای ۱۹۹۲           | ۱۸ جولای ۱۹۹۲           | ۲۳ دسامبر ۲۰۰۳    | قلمرو همچنین تحت پوشش EM |
| RW    | رواندا                           |                              |                                |                         |                         | ۳۱ آگوست ۲۰۱۱     | |
| WS    | ساموآ                            |                              |                                |                         |                         | ۲ ژانویه ۲۰۲۰     | |
| SM    | سان مارینو                       |                              |                                |                         | ۲۶ ژانویه ۲۰۱۹          |                   | |
| ST    | سائوتومه و پرنسیپ                |                              |                                |                         |                         | ۸ دسامبر ۲۰۰۸     | |
| SN    | سنگال                            |                              | ۳۰ ژوئن ۱۹۸۴- ۱۸ اکتبر ۲۰۱۶    | ۱ آگوست ۱۹۸۴            | ۳۰ ژوئن ۱۹۸۴            |                   | قلمرو همچنین تحت پوشش OA |
| RS    | صربستان                          |                              |                                | ۳۰ دسامبر ۱۹۹۳          | ۳۰ دسامبر ۱۹۹۳          | ۹ دسامبر ۲۰۰۹     | |
| SG    | سنگاپور                          |                              |                                |                         |                         | ۱۷ دسامبر ۲۰۰۵    | |
| SI    | اسلوونی                          |                              |                                | ۱۳ ژانویه ۱۹۹۵          | ۱۳ ژانویه ۱۹۹۵          | ۲۳ دسامبر ۲۰۰۳    | قلمرو همچنین تحت پوشش EM |
| KR    | کره جنوبی                        |                              |                                |                         |                         | ۱ جولای ۲۰۱۴      | |
| ES    | اسپانیا                          | ۱ ژوئن ۱۹۲۸                  | ۲ مارس ۱۹۵۶- ۱۸ اکتبر ۲۰۱۶     |                         |                         | ۲۳ دسامبر ۲۰۰۳    | قلمرو همچنین تحت پوشش EM توافقنامۀ لاهه و قانون لندن شامل: تحت‌الحمایۀ اسپانیا در مراکش (-1956) و مستعمرات (1947-1975)                                                          |
| SR    | سورینام                          |                              | ۲۵ نوامبر ۱۹۷۵- ۱۸ اکتبر ۲۰۱۶  | ۱ آگوست ۱۹۸۴            | ۲۳ فوریه ۱۹۷۷           |                   | |
| CH    | سوئیس                            | ۱ ژوئن ۱۹۲۸                  | ۲۴ نوامبر ۱۹۳۹- ۱۹ نوامبر ۲۰۱۰ | ۱ آگوست ۱۹۸۴            | ۲۷ سپتامبر ۱۹۷۵         | ۲۳ دسامبر ۲۰۰۳    | |
| SY    | سوریه                            |                              |                                |                         |                         | ۷ مه ۲۰۰۸         | |
| TJ    | تاجیکستان                        |                              |                                |                         |                         | ۲۱ مارس ۲۰۱۲      | |
| --    | طنجه                             | ۶ مارس ۱۹۳۶- ۱۹۵۶            | ۱۳ ژوئن ۱۹۳۹- ۱۹۵۶             |                         |                         |                   | اکنون بخشی از مراکش |
| TN    | تونس                             | ۲۰ اکتبر ۱۹۳۰                | ۴ اکتبر ۱۹۴۲- ۱۸ اکتبر ۲۰۱۶    |                         |                         | ۱۳ ژوئن ۲۰۱۲      | |
| TR    | ترکیه                            |                              |                                |                         |                         | ۱ ژانویه ۲۰۰۵     | |
| TM    | ترکمنستان                        |                              |                                |                         |                         | ۱۶ مارس ۲۰۱۶      | |
| UA    | اوکراین                          |                              |                                | ۲۸ آگوست ۲۰۰۲           | ۲۸ آگوست ۲۰۰۲           | ۲۳ دسامبر ۲۰۰۳    | |
| UK    | بریتانیا                         |                              |                                |                         |                         | ۱۳ ژوئن ۲۰۱۸      | قلمرو تا سال 2021 همچنین تحت پوشش EM، شامل: جزیرۀ من (2018-) و جزیرۀ گرنزی (2021-)                                                                                             |
| US    | ایالات متحده آمریکا              |                              |                                |                         |                         | ۱۳ مه ۲۰۱۵        | |
| VA    | واتیکان                          |                              | ۲۹ ژوئن ۱۹۶۰- ۴ اوت ۲۰۰۷       |                         |                         |                   | |
| VN    | ویتنام                           |                              |                                |                         |                         | ۳۰ دسامبر ۲۰۱۹    | |

یادداشت‌ها
- آ. کد مورد استفاده در چارچوب توافقنامۀ لاهه.
- ب. برنامه از سال ۲۰۱۳ میلادی به حالت تعلیق درآمد.
- ث. کشورهای بنلوکس قلمرو واحدی را برای اعمال این قانون تشکیل می‌دهند.

فهرستی از اعضاء کشورهای طرف معاهده مضبوط در سازمان جهانی مالکیت فکری (WIPO).

## استفاده از سیستم

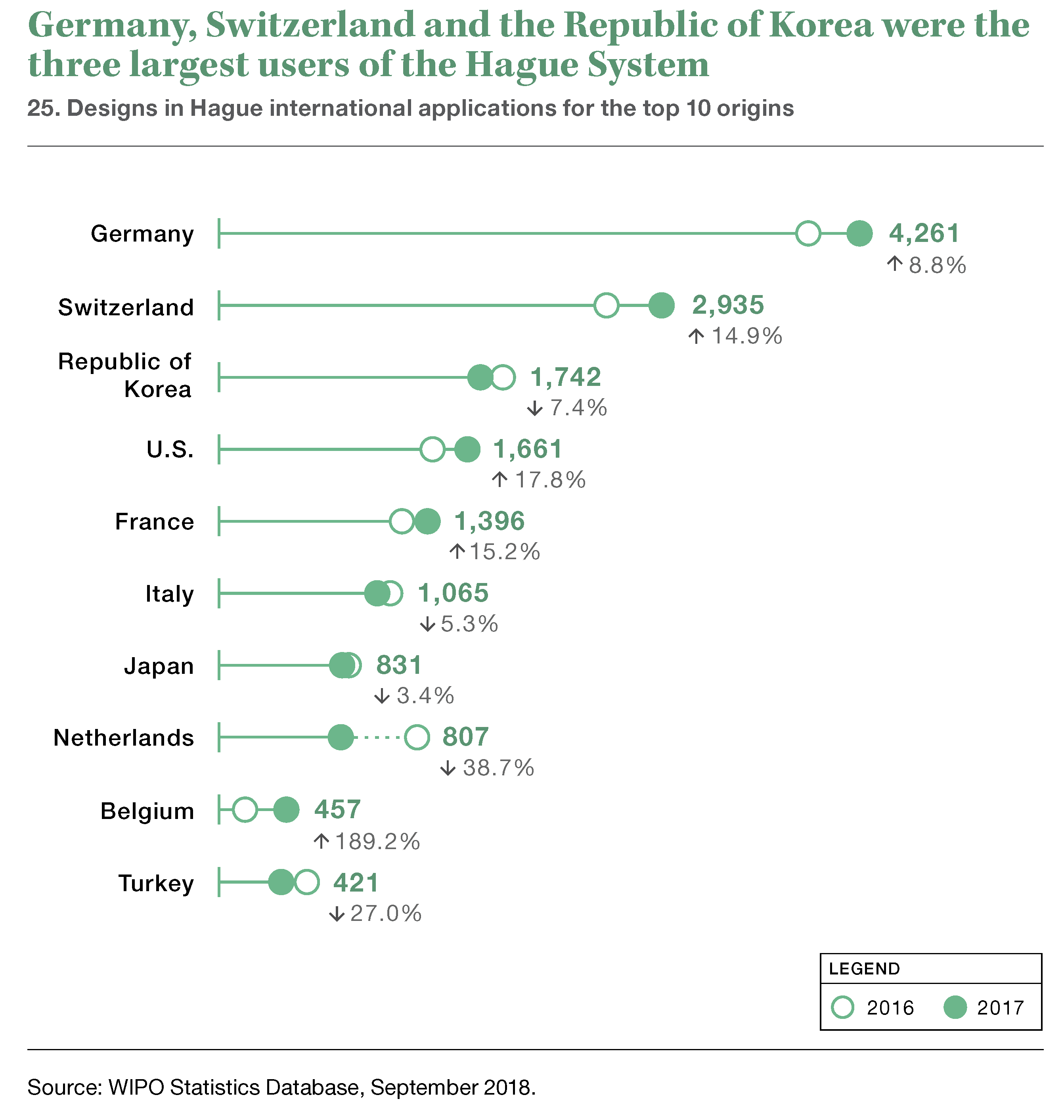
آلمان، سوئیس و جمهوری کره به ترتیب سه عضو نخست از بزرگترین کاربران سیستم لاهه در سال ۲۰۱۷ میلادی بودند

### صلاحیت استفاده از سیستم لاهه
متقاضیان می‌توانند واجد شرایط استفاده از سیستم لاهه بر اساس هر یک از معیارهای زیر باشند:
- متقاضی تابعیت یک کشور طرف معاهده (یعنی کشور عضو توافقنامه) است.
- متقاضی در یک کشور طرف معاهده اقامت دارد.
- متقاضی دارای یک مؤسسۀ صنعتی یا تجاری حقیقی و مؤثر در یک کشور طرف معاهده است.
- متقاضی اقامت همیشگی خود را در یک کشور طرف معاهده دارد (فقط در صورتی واجد شرایط است که کشور عضوِ مورد نظر، پایبند به قانون ۱۹۹۹ (ژنو) باشد).

متقاضیانی که فاقد یکی از شرایط فوق هستند، واجد شرایط لازم برای استفاده از مزایای سیستم لاهه نیستند. طرف‌های معاهده نه تنها شامل کشورها، بلکه سازمان‌های بین‌دولتی مانند سازمان مالکیت فکری آفریقا (OAPI) و اتحادیۀ اروپا نیز می‌شوند. این بدان معناست که متقاضیان ساکن در یکی از کشورهای عضو اتحادیۀ اروپا که طرف معاهده نیستند، مانند اتریش یا بریتانیا؛ می‌تواند بر اساس محل اقامت خود در اتحادیۀ اروپا از سیستم لاهه استفاده کنند.

### الزامات درخواست
درخواست ممکن است به انتخاب متقاضی به زبان‌های انگلیسی، فرانسوی یا اسپانیایی ثبت شود. درخواست باید شامل یک یا چند نما از طرح‌های مربوط باشد و می‌تواند حداکثر ۱۰۰ طرح مختلف را شامل شود، مشروط بر اینکه طرح‌ها همه در یک کلاس طبقه‌بندی بین‌المللی طرح های صنعتی (طبقه‌بندی لوکارنو) Locarno Classification - WIPO باشند.
هزینه درخواست شامل سه هزینه است: هزینۀ پایه، هزینۀ نشر، و هزینۀ تخصیص برای هر کشور طرف معاهدۀ عضو مشخص شده.

### مراحل آزمون و ثبت‌نام
درخواست برای الزامات رسمی، توسط دفتر بین‌المللی سازمان جهانی مالکیت فکری (WIPO) مورد بررسی قرار می‌گیرد؛ که این فرصت را برای متقاضی فراهم می‌کند تا برخی از ایرادات احتمالی در درخواست را اصلاح کند. هنگامی که الزامات رسمی برآورده شد، در سوابق بین‌المللی ثبت می‌شود و جزئیات به صورت الکترونیکی در بولتن طراح‌های بین‌المللی (International Designs Bulletin) در وب سایت WIPO منتشر می‌شود.
اگر هر یک از کشورهای عضو تعیین‌ شده، تشخیص دهد که طرحی که برای حفاظت در آن کشور متعهد ثبت شده است، مغایر ضوابط داخلی آن کشور برای ثبت است (مثلاً متوجه می‌شود که طرح جدید نیست)، باید به دفتر بین‌المللی اطلاع دهد که ثبت را رد کرده است. در صورتیکه هر کدام از کشورهای طرف معاهده چنین امتناعی را صادر نکنند، این امر در روال ثبت بین‌المللی اثر می‌گذارد و باعث می‌شود طرح (یا طرح‌های) ثبت ‌شده تحت حمایت قوانین داخلی آن کشور عضو قرار گیرند.

### مدت و تمدید
مدت ثبت بین‌المللی پنج سال است که در دوره‌های پنج سالۀ دیگر تا حداکثر مدت مجاز هر کشور طرف معاهده قابل تمدید است. برای قانون ۱۹۳۴ میلادیِ لندن حداکثر مدت ۱۵ سال بود.
تمدیدها به صورت مرکزی توسط دفتر بین‌المللی انجام می‌شود. متقاضی هزینۀ تمدید را می‌پردازد و به دفتر بین‌المللی کشورهایی که قرار است ثبت نام برای آنها تمدید شود، اطلاع می‌دهد.

## نامگذاری
این قرارداد در شهر لاهۀ هلند منعقد شد.